# True Tones
Pour les articles homonymes, voir Tones.
Une sonnerie True Tones (également appelée HiFi - voir Sonnerie polyphonique) est une sonnerie échantillonnée sous format MP3, AAC ou WMA.